# 代数拓扑

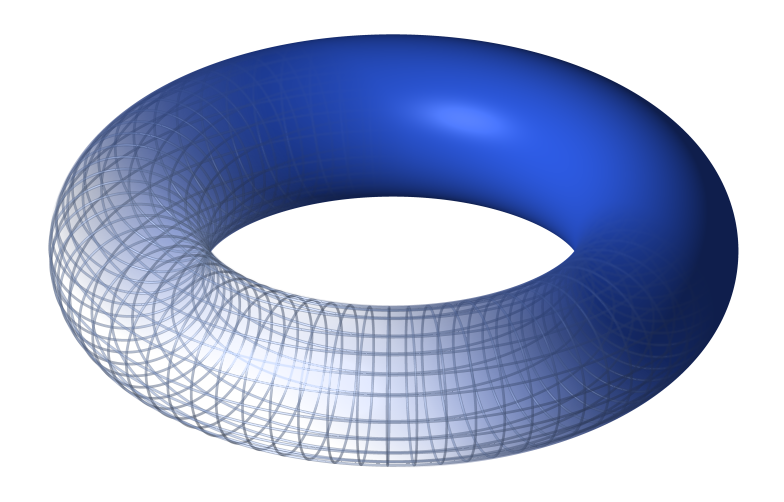
环面，代数拓扑学中最常出现的研究对象之一。

代数拓扑（英語：Algebraic topology）是使用抽象代数的工具来研究拓扑空间的数学分支。其基本目标是通过寻找拓扑空间的具有代数结构的不变量，从而将拓扑空间分类。
尽管代数拓扑学主要通过代数研究拓扑问题，但有时也可以使用拓扑学知识解决代数问题。例如，代数拓扑学可以方便地证明自由群的任何子群又是一个自由群。

## 代数拓扑的主要分支
代数拓扑的几个主要分支如下：

### 同伦群
在数学中，同伦群是一个用于分类拓扑空间。基本群是同伦群最简单的例子，记录了空间中环结的信息。直观上来说，同伦群记录了拓扑空间中的基本形状，即“孔洞”的信息。

### 同调
在代数拓扑和抽象代数中，同调（homology，名称部分来源于希腊语ὁμός homos = "同"）是一类将一个阿贝尔群或模的序列联系到一个给定数学对象（如拓扑空间、群等）的过程

### 上同调
在同调论中，上同调是对一个在上链复形（co-chain）上定义一个阿贝尔群的序列的过程的统称。换言之，上同调是对“上链”、餘圈（cocycle）和上边缘（coboundary）的抽象研究。上同调可以看作是一种对拓扑空间赋予代数不变量的方法，但其代数结构比同调更为精炼。上同调源于同调的构造过程的代数对偶。通俗意义上讲，上链的基本意义是为同调的链赋予某种“量”。

### 流形
流形是局部上近似于欧几里得空间的拓扑空间。更精确的说，n-流形上的每一点都有一个同胚于n维欧式空间的邻域。举例来说，直线和圆都是一维流形，但数字8则不是。二维流形也称作曲面。二维流形的例子有平面、球面和环面等可看作三维空间中的物体的对象，但也包括克莱因瓶和实射影平面等不可看作三维空间里的物体，而必须看作四维空间里的物体的对象。

### 纽结理论
纽结理论是对（数学意义上的）纽结的研究。虽然纽结的概念是受现实生活中的绳结启发，对数学家而言“绳结”的两端是粘连在一起的，因而不能解开。在数学上，纽结的精确定义为圆在三维欧几里得空间R3的嵌入。若一个纽结能由另一个纽结通过对R3变形而得到（亦称环境同痕），我们就将其视为同一个纽结。这样的对环境的变换相当于对一个线圈进行连续操作，但避免剪开线圈或使线圈穿过自身。

### 复形
单纯复形是拓扑空间的一类，由点、线段、三角形等单纯形“粘合”而成。单纯复形不应当与范畴同伦论中的单纯集合混淆。单纯形在组合学中对应于抽象单纯形。
CW复形是一种拓扑空间，由J.H.C.怀特海德为迎合同伦论的需要而引入。这类空间比单纯形有更良好的范畴学性质，且仍旧保留其组合学的本质，因此计算方面的考虑没有被忽略。

## 代数不变量方法
这里的目标是取拓扑空间然后把它们进一步分成范畴或分类。该课题的旧称之一是组合拓扑，蕴含着将重点放在如何从更简单的空间构造空间X的意思。现在应用于代数拓扑的基本方法是通过函子，把空间映射到相应的代数范畴上。例如，通过一种保持空间的同胚关系的方式映射到群上。
实现这个目标的主要方法是通过基本群，或者更一般的同伦论，和同调及上同调群。基本群给了我们关于拓扑空间结构的基本信息，但它们经常是非交换的，可能很难使用。（有限）单纯复形的基本群的确有有限表示。
另一方面来讲，同调和上同调群是交换群，并且在许多重要情形下是有限生成的。有限生成交换群有完整的分类，并且特别易于使用。

## 同调的结果
通过使用有限生成可交换群可以立刻得出几个有用的结论。单纯复形的n-阶同调群的自由阶等于n-阶贝蒂数（Betti number），所以可以直接使用单纯复形的同调群来计算它的歐拉示性數。作为另外一个例子，闭流形的最高维的积分上同调群可以探测可定向性：该群同构于整数或者0，分别在流形可定向和不可定向时。这样，很多拓扑信息可以在给定拓扑空间的同调中找到。
在只定义在单纯复形的单纯同调之上，还可以使用光滑流形的微分结构来通过德拉姆上同调或Čech上同调或层上同调来研究定义在流形上的微分方程的可解性。德拉姆证明所有这些方法是相互关联的，并且对于闭可定向流形，通过单纯同调得出的贝蒂数和从德拉姆上同调导出的是一样的。

## 在范畴论中
一般来讲，所有代数几何的构造都是函子式的：概念范畴，函子和自然变换起源于此。基本群，同调和上同调群不仅是两个拓扑空间同胚时的不变量；而且空间的连续映射可以导出所相关的群的一个群同态，而这些同态可以用于证明映射的不存在性（或者，更深入的，存在性）。

## 代数拓扑的问题
代数拓扑的经典应用包括：
- 布劳威尔不动点定理：每个从n维圆盘到自身的连续映射存在一个不动点。
- n维球面可以有一个无处为0的连续单位向量场当且仅当n是奇数。（对于n=2，这有时被称为"毛球定理"。）
- 博苏克-乌拉姆定理：任何从n维球面到欧氏n维空间的映射至少将一对对角点映射到同一点。
- 任何自由群的子群是自由的。这个结果很有意思，因为该命题是纯代数的而最简单的证明却是拓扑的。也就是说，任何自由群G可以实现为图X的基本群。覆盖空间的主定理告诉我们每个G的子群H是某个X的覆盖空间Y的基本群；但是每个这样的Y又是一个图。所以其基本群H是自由的。

代数拓扑中最著名的问题之一是庞加莱猜想，它已经由俄国数学家格里戈里·佩雷尔曼于2003年解决。同伦论领域包含了很多悬疑，如表述球面的同伦群的正确方式等。

### 引用
1. ↑  Fraleigh (1976，第163頁)